# Afroeme kenyensis
Afroeme kenyensis är en skalbaggsart som beskrevs av Karl Adlbauer 2004. Afroeme kenyensis ingår i släktet Afroeme och familjen långhorningar.
Artens utbredningsområde är Kenya. Inga underarter finns listade i Catalogue of Life.